# Hesperantha marlothii
Hesperantha marlothii är en irisväxtart som beskrevs av Robert Crichton Foster. Hesperantha marlothii ingår i släktet Hesperantha och familjen irisväxter. Inga underarter finns listade i Catalogue of Life.